# ファウスティナ・コヴァルスカ
ファウスティナ・コヴァルスカ（Faustyna Kowalska、1905年8月25日 - 1938年10月5日、本名：ヘレナ・コヴァルスカ）は、ポーランドのカトリック教会の修道女、幻視者、聖人。

## 幼少期と青年期
ファウスティナはヘレナ・コヴァルスカ(Helena Kowalska)として、父スタニスワフ(Stanisław)と母マリアナ(Marianna)の10人の子供の3番目、ウッチ市の東北にあるウェンチツァ郡グウォゴヴィエツに生まれた。ファウスティナの父は大工で農家を営んでいたが、家族は貧しくも信仰深かった。
ファウスティナが修道院生活に入るよう召出しの使命を感じたのは、7歳の時に御聖体の儀式（Exposition of the Blessed Sacrament）に参加してからだった。彼女は学校を卒業した後は修道院に入りたいと望んでいた。しかし、彼女の両親からその許しを得ることはできなかった。彼女が16歳になった頃、彼女はウッチ市のメイドとして働き始め、自活しながら両親の家計を援助した。

### ワルシャワで修道院入り
1924年になると19歳のファウスティナは彼女の姉妹のナタリア（Natalia）とウッチ市の公園でダンスをしていた。ファウスティナはダンスをしている間中、イエスが苦しんでいるビジョンを見たという。すると彼女は大聖堂に行き、そこで彼女はイエスからすぐにワルシャワの修道院に入るようにと教えられたと言う。その夜、ファウスティナは小さなカバンに荷物を詰め込み、次の日の朝になると85マイル先のワルシャワ行きの汽車に乗った。両親の許可もなく、ワルシャワには知っている人は誰もいなかった。彼女は到着した後、一番初めに目にした「聖ヤクバ教会」でミサに参列した。彼女はそこの司祭であるドンブロフスキ(Dąbrowski)神父に相談した。神父はファウスティナにリプシコヴァ(Lipszycowa)夫人というその地方で信頼できる人物を紹介し、修道院が見つかるまでそこに滞在しなさい、と勧めてくれた。 ファウスティナはワルシャワのいくつかの修道院を訪れたが、十中八九断られた。ある修道院など「私たちはメイドを受け入れていない」と言った。それは彼女が持参金を有していなかったからである。ファウスティナは3、4年間の教育で読み書きができるようになっていた。その数週間後に修道院を探して見ると、遂に、神の慈しみの聖母修道会の修道院長がファウスティナを受け入れる条件と機会をくれた。そして彼女が支払うことができる金額で修道服を支給してくれた。
ファウスティナは、自分が修道院に導かれていると信じていること以外、そこに入るための事を何一つ知らなかった。1926年4月30日、ファウスティナは20歳の時、修道服を着衣し、修道名、御聖体のマリア・ファウスティナと名乗った。ファウスティナの名前の意味は「幸運なもの」又は「祝福された者」であり、キリスト教の殉教者であるファウスティヌス（Faustinus）の女性名から取ったことも考えられる。1928年4月には初誓願を立て、彼女の両親の出席のもと、誓願式に臨んだ。ちょうど10年と少しの間の修道女である運命であった。彼女が亡くなったのは1938年の10月5日、33歳の時である。
1929年の2月から彼女はヴィルノ（現在のリトアニア領ヴィリニュス）の修道院に調理係として転勤になった。1年後の1930年5月に彼女はヴィルノからプウォツクの修道院に転勤になった。

## 修道女として

### プウォツクでの聖なる慈しみのイメージ

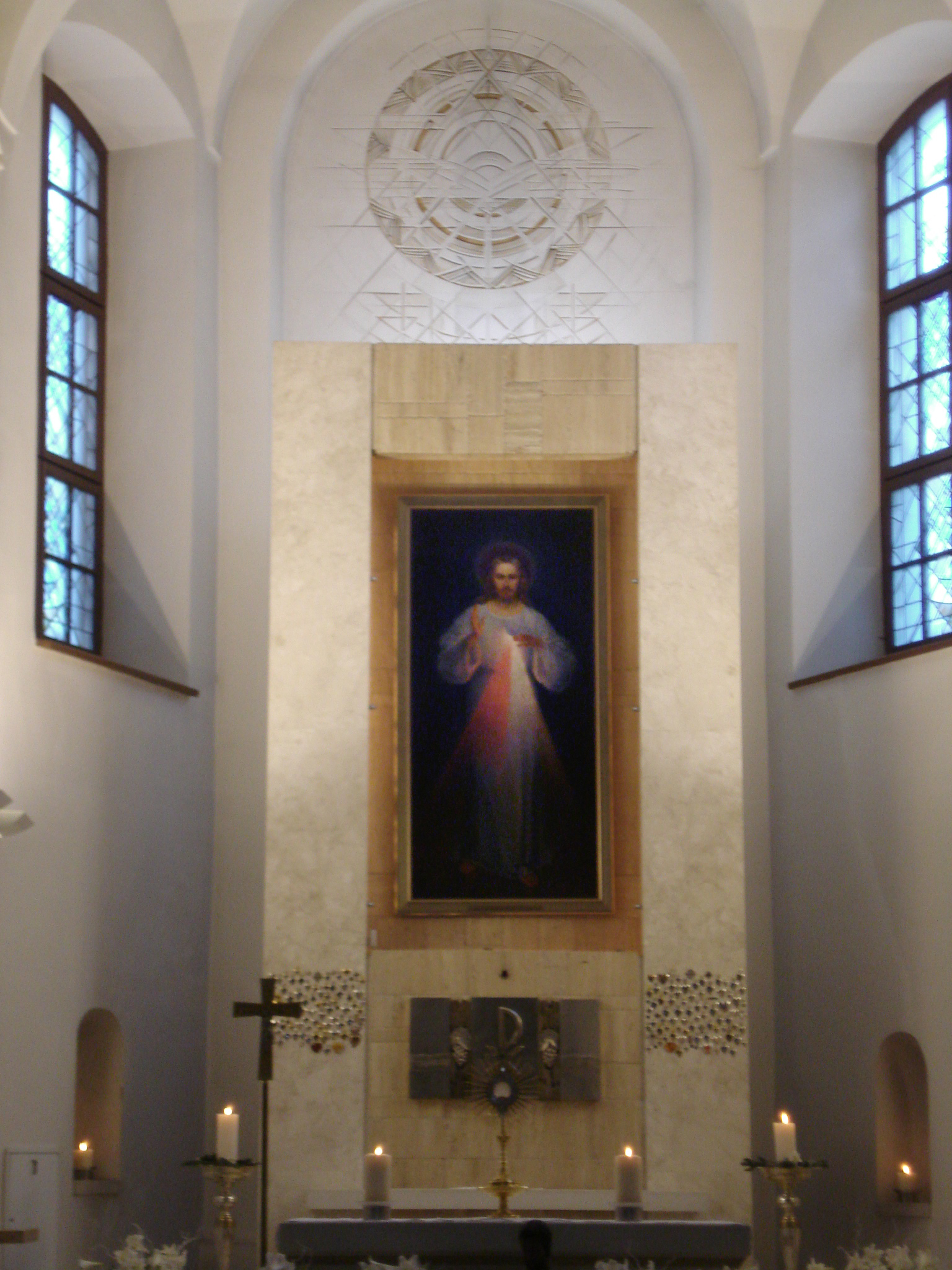
最初の神の慈しみの絵：作カジミエロフスキ（Kazimierowski:1934)ヴィリニュス

ファウスティナは1930年の5月にプウォツクに到着した。この年は最初の彼女の病状の兆候が見られた年で、後年は結核だったと考えられている。彼女は数ヵ月間、修道院の所有する農場の療養所に送られた。彼女が回復してプウォツク地区修道院に戻ったのは、1931年の2月で、そこで9ヶ月過ごした。
ファウスティナはプウォツクの修道院の自室にいる間、1931年の2月22日の夜に次のように書き記している。 イエスが彼女の前に「神の慈しみの王」として現れた。イエスは白い衣をまとい、赤と青の光線を彼の心臓の部分から放射していた。彼女の日記（ノート１、47と48）に彼女はイエスが次のように教えたと書いている。

　あなたが見たイメージを見本にして、絵を描き、次の言葉を添えなさい。「イエスよ、私はあなたに信頼します。(ポーランド語: "Jezu, ufam Tobie")」。私はこのイメージが尊重され、最初にあなたの教会で、そしてそこを通じて全世界で、このイメージが尊重されることを強く望む。私は、このイメージを尊重する魂は 苦しめられることはない、と約束する。

この時の見本のイメージ画を絵として完成させるため、ファウスティナはプウォツクの修道院の他の修道女数名に助けを求めたが、手助けを受けることはできなかった。
1931年2月22日にファウスティナは日記に、(ノート１，49)イエスが「厳かに、復活祭の後の最初の日曜日に(神のいつくしみが)祝福されることを望む。その日曜日は 最初の慈しみの祝日である。と伝えたことを書き記している。
1932年11月にファウスティナは修道女として終身の誓願をたてる準備をするためにワルシャワに行った。1933年5月にファウスティナはウァギエヴニキ(Łagiewniki)で修道女として終身の誓願をたてた。

### ソポチコ神父との出会い

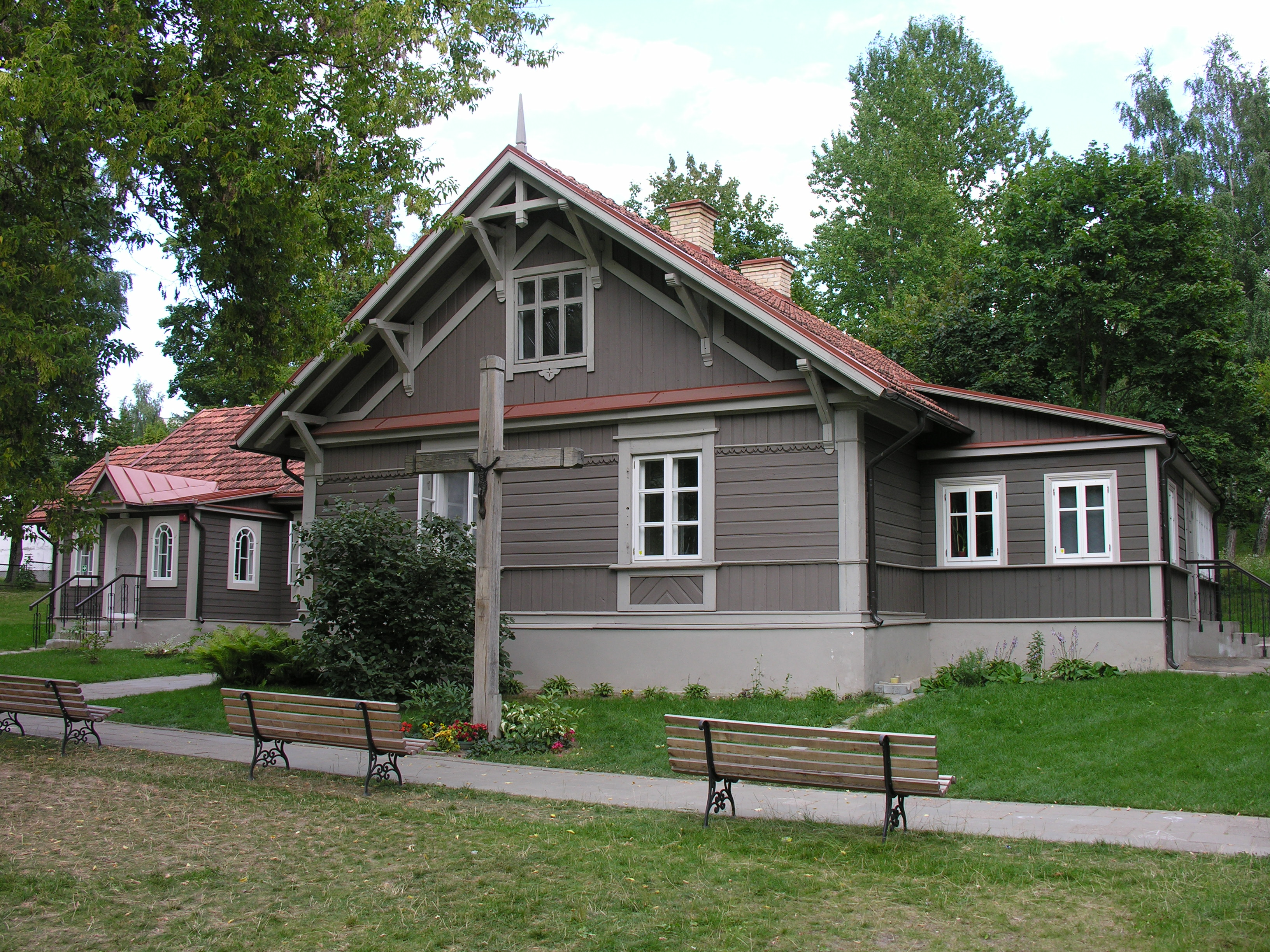
ヴィルノでファウスティナが暮らしていた修道院

1933年5月下旬にファウスティナはヴィルノに庭仕事をする係として転属になり、野菜を育てる仕事に就いた。彼女はヴィルノに1936年の5月まで約3年ほど留まった。ヴィルノ修道院は当時は18名しか修道女がおらず、大きな建築物と言うより、2、3軒の家が散らばって成り立っていた。
ヴィルノに付くとまもなく、ソポチコ神父が新たな聴罪司祭となった。 ソポチコ神父はステファン・バートリ大学(現在はヴィリニュス大学と呼ばれている)の牧会学の教授でもあった。
最初にソポチコ神父にゆるしの秘跡を受けに行く時、彼女はイエスに会って会話をした経験があることを伝えた。そして、イエスが彼女に求めていることも伝えた。 1933年その後、何度かソポチコ神父が修道院付きの医師で精神科医でもあるヘレナ・マチエイェフスカ(Helena Maciejewska)に、ファスティナの精密な精神鑑定を受けさせることを主張した。ファウスティナはその鑑定を受け、健全な精神の持ち主であると宣言された。
その後、ソポチコ神父は、ファウスティナと信頼関係を持ち始め、彼女の努力を援助した。ソポチコ神父はファウスティナに日記を付けるように、そして彼女が報告したイエスとの会話を記録するようにアドバイスした。  ファウスティナはソポチコ神父に聖なる慈しみのイメージについて教え、1934年の1月にソボチコ神父は彼女を大学教授で画家であるエウゲニウシュ・カジミエロフスキ(Eugeniusz Kazimirowski)を紹介した。
1934年の6月になるとカジミエロフスキはファウスティナとソポチコ神父の指示を元にした絵画を完成させた。それがファウスティナが見た唯一の神の慈しみのイメージ画であった。神の慈しみのイメージのイエスの顔を、既に有名なトリノの聖骸布と重ね合わせて見ると、大きな類似点があることが分かる。このカジミエロフスキのイメージ画は、1934年にファウスティナの指示によって描かれたものだが、 神の慈しみの画像の中で最も慕われたものとなっている。
ファウスティナは1935年の19日の聖金曜日に、日記 (ノート１、414)を書き、イエスが彼女に神の慈しみのイメージが公に崇敬されることを望んでいることを伝えたことを書いている。その1週間後の1935年4月26日、ソボチコ神父は神の慈しみについて、最初の説教をした。そしてファウスティナはその説教のミサに参列した。1935年の4月28日、神の慈しみのイメージ画が飾られている間の最初のミサは、復活祭の後の最初の日曜日であった。そのミサにもファウスティナは参列した。この日は聖年の最後の罪の贖いの儀式が教皇ピウス11世によって執り行われた日でもあった。 ソポチコ神父は、ヤウブルジコフスキ大司教の(Jałbrzykowski)許可を得て、夜明けの門の教会の入り口に神の慈しみのイメージ画を設置した。
ヴィリニュスに派遣されている間の1935年の9月13日に、ファウスティナは神の慈しみのチャプレットのビジョンを日記に書いている(ノート 1 476).。このチャプレットはロザリオの3分の1の長さである。ファウスティナは慈しみのチャプレットの祈りの目的を3つあげている。慈しみを得るために、キリストの慈しみを信じるために、そして、その慈しみを他に示すために、である。
1935年の11月にファウスティナは新しい神の慈しみに身を捧げる修道会のルールについて書いている。12月には彼女はヴィリニュスの家を訪れた。その家は彼女がヴィジョンで観た最初の黙想の修道院として観た家であった。
1936年の1月にファウスティナはヤウブルジコフスキ大司教に会いに行き、神の慈しみの修道会について話し合った。しかし大司教はファウスティナに自分が終身の誓願をたてた現在の修道会を思い起こすようにと言った。1936年の3月にはファウスティナは自分の所属長に修道会を離れて、神の慈しみに特別に身を捧げる新しい修道会を作ることを考えていると伝えた。しかし、彼女はワルシャワの東南にあるワレンドフ(Walendów)に転勤させられた。 彼女はイエスが次のように言ったと書き記している。「私の娘よ、どんなことでもしなさい。私の神の慈しみの力があなたの中で満ち足りている。私はあなたに不足しているものを補う。」

### クラクフでの晩年
1936年に、ソボチコ神父は、最初の神の慈しみへの信仰についての小冊子を書き上げ、ヤウブルジコフスキ大司教は、それに賛同し、許可した。小冊子には神の慈しみのイメージがカバーとしてかけられていた。 ソポチコ神父はワルシャワのファウスティナにその1冊を贈った。

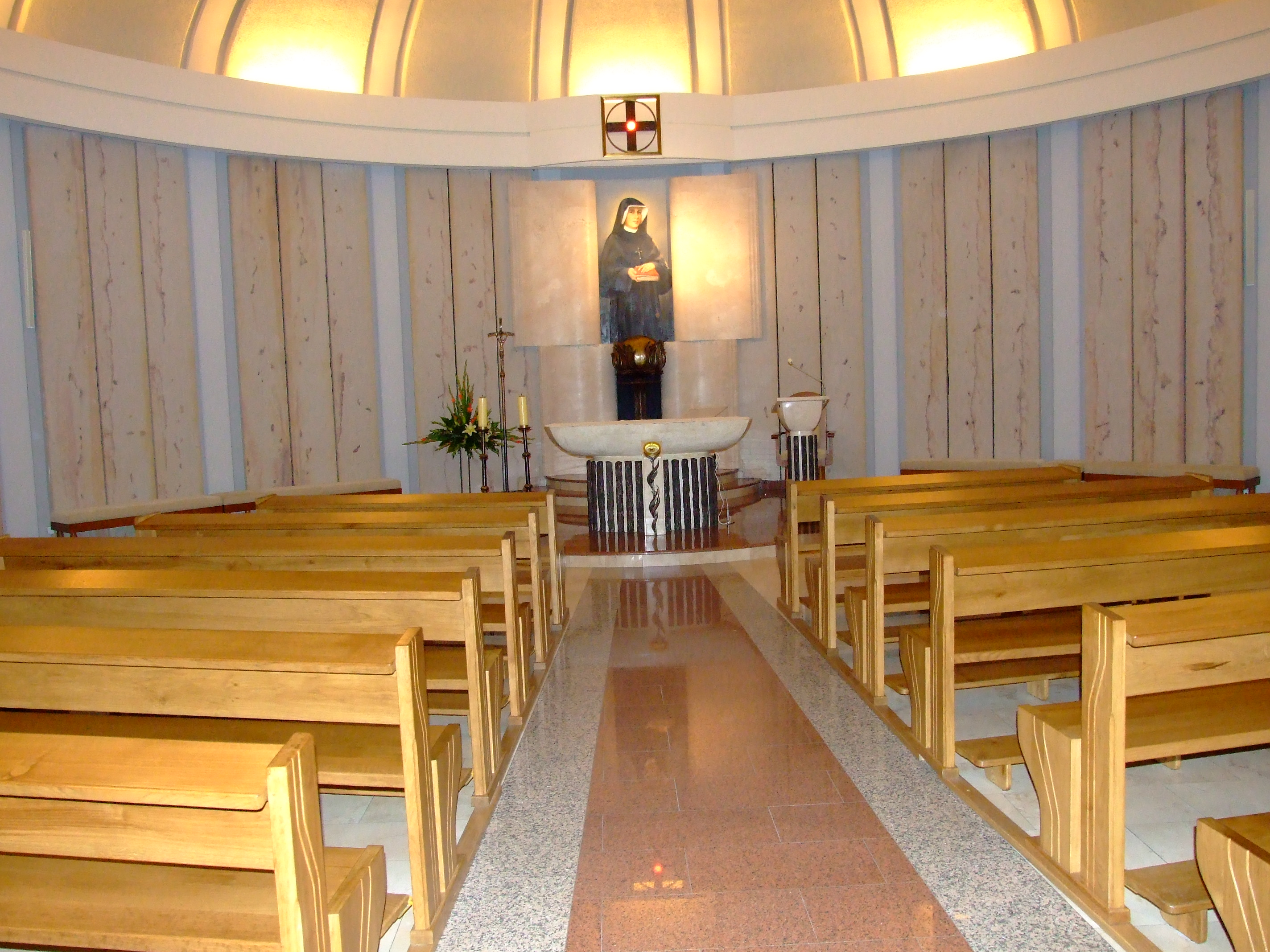
ファウスティナがいた教会 the Divine Mercy Sanctuary (Kraków) in Kraków, Łagiewniki.

1936年の後年、ファウスティナは病に倒れ、結核と推測された。ファウスティナはクラクフのプラドニク(Prądnik)にあるサナトリウムに移された。彼女は祈りに多くの時間を費やし、チャプレットを繰り返して罪人の改心のために祈った。ファウスティナの晩年の2年間は祈りと日記を付けることに費やされた。
1937年の3月23日にファウスティナは日記に、彼女は神の慈しみの饗宴は彼女の田舎の教会で行われるであろう、そして、大ぜいの群衆が参列し、同時にローマでもそれは執り行われ、教皇も参列するであろう。と書いている(ノート 3 , 1044)。
1937年に最初の神の慈しみのイメージの御絵が刷りあがった。8月にはソポチコ神父はファウスティナに 神の慈しみのチャプレットの祈り方を書いてくれるよう頼んだ。それは、ファウスティナが1937年の聖金曜日にイエスからのメッセージとして受け取ったものである。
1937年の間、ずっと神の慈しみの運動は進められ、1937の11月には「キリスト、慈しみの王」と題したパンフレットが発行された。このパンフレットにはチャプレットの祈りとノベナ、そして、神の慈しみへの嘆願、そして神の慈しみのイメージ画が「イエスはあなたの中にいる」の言葉と共に描かれていた。1937年の11月10日、ファウスティナの上司であるイレーニ修道院長がファウスティナが休んでいる間、その小冊子を見せた。
1937年末には、ファウスティナの健康が悪化したとたんに、ファウスティナの報告するビジョンが多くなった。そして彼女は人生が終わりを迎えることを楽しみにしていると語った。1938年4月には、彼女の病気が悪化し、休養のためプラドニク(Prądnik)にあるサナトリウムに送られた。そこで彼女は人生の最後を送った。
　　
1938年の9月26日にソボチコ神父はサナトリウムにいるファウスティナを訪ね、大変衰弱しているが、恍惚状態の中で祈っているかのような状態であるのを見た。1ヶ月後には、死を待つためにクラクフの家に連れて行かれた。
ファウスティナは33歳で、1938年の10月5日に死去した。同年10月7日に埋葬されたが、現在は、神の慈しみの大聖堂に眠っている。

### 祈祷の広がり
1956年6月24日、教皇ピウス12世は、神の慈しみのイメージをローマで祝福した。これは第2バチカン公会議以前の事である。 
1955年には教皇ピウス12世のもと、ゴルジョフ(Gorzów)司教が「最も聖なる贖い主、主イエスキリストの会衆(the Congregation of the Most Holy Lord Jesus Christ, Merciful Redeemer)」が結成され、神の慈しみへの祈祷は広がった。教皇ピウス11世と教皇ピウス12世の両名の元、神の慈しみへの祈祷を書くことは、多くの司教の印刷許可が与えられた。枢機卿アダム・ステファン・サピエハ(Adam Stefan Sapieha)と枢機卿アウグスト・ロンド(August Hlond)もこの印刷許可を与えた。教皇ピウス12世の間はバチカン・ラジオ放送局は数度、神の慈しみに触れた。

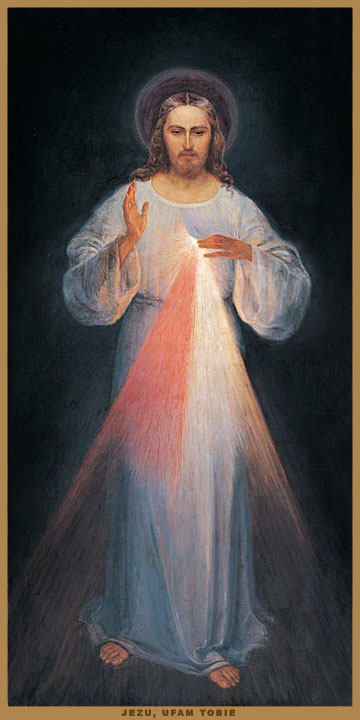
The original 神の慈しみのイメージ　聖ファウスティナの指揮によって描かれた。

ファウスティナは死ぬ前に、次のように予言した。「戦争が起こるでしょう。恐ろしい、恐ろしい戦争が。」そして修道女たちにポーランドのために祈るよう頼んだ。1939年、ファウスティナの死後、ヤウブルジコフスキ大司教がファウスティナの予言が実現するのに気付いた。大司教は神の慈しみのイメージを一般大衆も近付くことを許可した。その結果、大群衆が神の慈しみのイメージの前に群がるという結果になった。神の慈しみはポーランドにおける多くの人々の強さと霊性の源となった。1941までにはこの祈祷はアメリカ合衆国に届けられ、数百万の神の慈しみの祈りのカードがプリントされ、世界中に広まった。
1942年にはヤウブルジコフスキ大司教がナチスに捕らえられ、そしてソポチコ神父や他の大学教授はヴィリニュスの近くに2年ほど避難をしていた。この期間を利用して、ソポチコ神父はファウスティナの伝えた神の慈しみを基本とした新しい会衆を組織だてる準備をしていた。戦後、ソポチコ神父は会衆の規約を作成し、神の慈しみの姉妹たちの会衆を組織だてる手伝いをした。ファウスティナの死後1951年までには、150の神に慈しみのセンターがポーランドに出来た。
教皇ピウス12世は獲得できなかったが、教皇庁にいたアルフレード・オッタヴィアーニ枢機卿(Alfredo Ottaviani)がファウスティナの業績のリストを1959年に新しく選出された 教皇聖ヨハネ23世に手渡した。1959年3月6日に教皇庁は次の様な通知書を交付し、ヒュー・オフラハーティ司教補佐が公証人として署名した。「シスター・ファウスティナによる神の慈しみのイメージの発行・循環と神の慈しみへの崇敬について記述することを禁止する この教皇庁の否定的な見解は、両方とも不完全なフランス語によるものである。。」日記の翻訳は神学上困難で、イエスが特定の信仰的な行為によって完全な罪の赦しするというのは、これは秘跡を受けることによって得られるものであるとか、これはファウスティナ自身の過度な信じ込みとも考えられるなどのクレームが付いた。
この禁止令は約20年間続いたが、そうしている間に話は変わり、カロル・ヴォイティワ(Karol Wojtyła)大司教・後の聖ヨハネ・パウロ2世が1965年に教皇庁の幹部に接触を始めファウスティナの人生が有益で意義があったことを伝えた。すると、1978年4月15日「信仰の教義のための会衆について」という新しい通知が出され、それは、以前のものを逆にして、ファスティナの著作物の循環を禁止することを取り消した。それは次の様に命じている。「この神聖な会衆に 1959年には知られていなかった多くの独自文書から判断すると、非常に状況の変更をすることが考えられる。そして、一般のポーランドの人々のことを考慮し、もはや既に通知された文書にある禁止は結び付かないことを宣言する。」 「そのため 『信仰の教義のための会衆について』は『新しい通知として』・・・『神聖な会衆』には神の慈しみへの崇敬が広がることへの障害となる部分はもはや存在しない。と宣言している。

### 列福・列聖

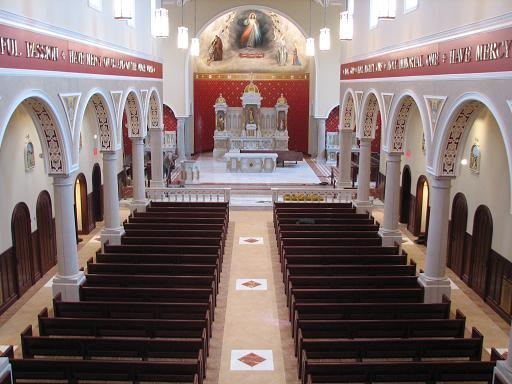
神のいつくしみ大聖堂の内部

1965年に、カロル・ヴォイティワ(Karol Wojtyła)大司教・後の聖ヨハネ・パウロ2世が教皇庁に接触して、1967年に目撃者たちへの証言の収集をし、バチカンにファウスティナの文書のいくつかを提出し最初に公式にファウスティナの列福の申請をした。これは、1968年に開始され、それは1993年4月のファウスティナの列福式で実を結んだ。
公式なファウスティナの列福は、アメリカ合衆国のマサチューセッツのモーリーン・ディガン(Maureen Digan)ケースが係わってくる。1981年の3月にディガンがファウスティナの墓の前で祈っている間の治癒の状況を説明している。ディガンはリンパ水腫を病んでいた。この腫瘍のため、足の切断手術を含む10回の手術をしていた。ディガンの説明によると、 ファウスティナの墓の前で祈っている間に彼女は「私への助けを願いなさい。私はあなたを助けてあげます。」という声が聞こえてきた。すると、彼女のずっと続いていた痛みが止まった。2日後、普通はディガンの靴は体液が腫瘍に流れ込んで膨れ上がってしまうのだが、それが治った。アメリカ合衆国に帰るとすぐに、5つのボストン地区の医師が彼女は治っている。（医学的に証明は付かない）と述べた。そしてこのケースは奇跡であると1992年にヴァチカンで宣言された。
ファウスティナは1993年4月18日に列福され、2000年4月30日に列聖された。ファスティナの記念日は10月5日 であり、神の慈しみの日曜日は復活祭の次の日曜日である。バチカンに記録されているファウスティナの伝記には、いくつかの尊重すべきイエスとの会話がそのまま記録されているが、それは多くの他の幻視家の報告の中でも際立っているものである。著作家で司祭のベネディクト・グロウシャル(Benedict Groeschel)は神の慈しみを崇敬するカトリックのキリスト者は2010年までには1億人程度になると推定する。ヨハネパウロ2世は「ファウスティナがもたらしたメッセージは、恐ろしい悲劇によって跡がついた現在の人類に対して、神が答えたかった質問に対する適切で鋭い回答と予想である。イエスはある日、シスター・ファウスティナにこう語った。『人類は決して平和を見つけることは出来ない。神の慈しみを信用するまでは。』」 2011年10月、数人の枢機卿と司教は教皇ベネディクト16世に対し、ファウスティナを教会博士にするよう請願した。

## 神の「いつくしみ」と「地獄」について
ファウスティナは日記にこう書いている。
また、ファウスティナはキリストがこう語ったとも書いている。